# Ferenc Szusza
Ferenc Szusza (Budapest, 1 de diciembre de 1923-Budapest, 1 de agosto de 2006) fue un jugador y entrenador húngaro de fútbol. En España entrenó al Real Betis Balompié y al Club Atlético de Madrid. Da nombre al estadio del Újpesti Dózsa.

## Trayectoria

### Jugador
Sus inicios en categorías de base tuvieron lugar en equipos húngaros como el Jutagyar y el UTE. A los diecisiete años se incorporó al Újpest Dózsa de Budapest. En el conjunto de la capital magiar jugó entre 1941 y 1960, un total de veintiuna temporadas, convirtiéndose en un referente del club, que en 2001 le dio su nombre al estadio en que disputa sus partidos, el Estadio Ferenc Szusza.
Fue uno de los mejores jugadores húngaros de la historia, internacional en 24 ocasiones, marcando 18 goles y formando parte de la selección húngara que era conocida como la de los “mágicos magiares” o "Equipo de oro" acompañado por otros jugadores de la talla de Kocsis y Puskás. Szusza figura en las listas de la IFFHS como el duodécimo jugador con más goles en campeonatos de primera división de la historia, con 393 tantos en 462 partidos, frutos casi todos de su velocidad y gran disparo. Colgó definitivamente las botas en 1961, a los 38 años.

#### Selección nacional
Ferenc Szusza debutó con la selección de Hungría el 14 de junio de 1942, en un encuentro disputado ante Croacia que finalizó con empate a uno.
En total, y hasta 1956, disputó un total de 24 partidos internacionales, en los que anotó 18 goles. La tabla siguiente muestra los encuentros de Szusza con la Selección de Hungría:
| Fecha      | Competición          | Ciudad                  | Partido         | Partido | Partido              |
| ---------- | -------------------- | ----------------------- | --------------- | ------- | -------------------- |
| 14/06/1942 | Amistoso             | Budapest (Hungría)      | Hungría         | 1:1     | Croacia              |
| 06/06/1943 | Amistoso             | Sofía (Bulgaria)        | Bulgaria        | 2:4     | Hungría              |
| 07/11/1943 | Amistoso             | Budapest (Hungría)      | Hungría         | 2:7     | Suecia               |
| 19/08/1945 | Amistoso             | Budapest (Hungría)      | Hungría         | 2:0     | Austria              |
| 20/08/1945 | Amistoso             | Budapest (Hungría)      | Hungría         | 5:2     | Austria              |
| 14/04/1946 | Amistoso             | Viena (Austria)         | Austria         | 3:2     | Hungría              |
| 06/10/1946 | Amistoso             | Budapest (Hungría)      | Hungría         | 2:0     | Austria              |
| 04/05/1947 | Amistoso             | Budapest (Hungría)      | Hungría         | 5:2     | Austria              |
| 11/05/1947 | Amistoso             | Turín (Italia)          | Italia          | 3:2     | Hungría              |
| 29/06/1947 | Copa de los Balcanes | Belgrado (Yugoslavia)   | Yugoslavia      | 2:3     | Hungría              |
| 14/09/1947 | Amistoso             | Viena (Austria)         | Austria         | 4:3     | Hungría              |
| 12/10/1947 | Copa de los Balcanes | Bucarest (Rumanía)      | Rumanía         | 0:3     | Hungría              |
| 22/04/1948 | Campeonato Europeo   | Budapest (Hungría)      | Hungría         | 7:4     | Suiza                |
| 02/05/1948 | Campeonato Europeo   | Viena (Austria)         | Austria         | 3:2     | Hungría              |
| 23/05/1948 | Campeonato Europeo   | Budapest (Hungría)      | Hungría         | 2:1     | Checoslovaquia       |
| 19/09/1948 | Amistoso             | Varsovia (Polonia)      | Polonia         | 2:6     | Hungría              |
| 03/10/1948 | Amistoso             | Budapest (Hungría)      | Hungría         | 2:1     | Austria              |
| 10/04/1949 | Campeonato Europeo   | Praga (República Checa) | Checoslovaquia  | 5:2     | Hungría              |
| 12/06/1949 | Campeonato Europeo   | Budapest (Hungría)      | Hungría         | 1:1     | Italia               |
| 19/06/1949 | Amistoso             | Estocolmo (Suecia)      | Suecia          | 2:2     | Hungría              |
| 27/05/1951 | Amistoso             | Budapest (Hungría)      | Hungría         | 6:0     | Polonia              |
| 18/05/1952 | Amistoso             | Budapest (Hungría)      | Hungría         | 5:0     | Alemania Democrática |
| 24/05/1952 | Amistoso             | Moscú (Rusia)           | Unión Soviética | 1:1     | Hungría              |
| 15/07/1956 | Amistoso             | Budapest (Hungría)      | Hungría         | 4:1     | Polonia              |

### Entrenador
Finalizada su trayectoria como jugador, Szusza no se desvinculó del fútbol, y poco después en 1962, inició su etapa como entrenador, en el Győri ETO FC, equipo del noroeste de Hungría.
Tras sólo dos temporadas, retornó a Budapest para a dirigir a su equipo, el Újpest Dózsa, a cuyo frente estuvo dos campañas.
En 1966 inició una segunda etapa en el Győri ETO FC, en la que obtuvo sus dos primeros títulos como preparador: la Liga y la Copa de Hungría.
Marchó a continuación a Polonia, situándose en la temporada 1970/71 al frente del Górnik Zabrze, club con el que consiguió el "doblete" ese año al ganar la Liga y la Copa de Polonia.
En 1971 dio el salto a la Liga Española al fichar por el Real Betis Balompié. Durante seis temporadas fue el responsable del banquillo bético, con el que ascendió poco después de su llegada a la Primera División. En 1976 las autoridades húngaras ponen impedimentos a su permanencia en España y se vio forzado a regresar a su país.
Es el entrenador que más tiempo consecutivo ha dirigido al Real Betis en toda su historia deportiva, con 198 partidos oficiales, marca sólo superada en el conjunto verdiblanco por Lorenzo Serra Ferrer y Pepe Mel.
Pese a las dificultades, retornó a España dos años más tarde, cuando fue contratado por el Atlético de Madrid ya iniciada la temporada 1978/79.
Su última campaña en los banquillos tuvo como escenario, una vez más, el Újpest Dózsa, al que dirigió en la temporada 1980/81.

## Clubes

### Como jugador
| Club         | País    | Años      |
| ------------ | ------- | --------- |
| Újpest Dózsa | Hungría | 1941-1960 |

### Como entrenador
| Club                | País    | Años      |
| ------------------- | ------- | --------- |
| Győri Vasas ETO     | Hungría | 1962-1964 |
| Újpest Dózsa        | Hungría | 1963-1965 |
| Győri Vasas ETO     | Hungría | 1966-1968 |
| Górnik Zabrze       | Polonia | 1970-1971 |
| Real Betis Balompié | España  | 1971-1977 |
| Atlético de Madrid  | España  | 1978-1979 |
| Újpest Dózsa        | Hungría | 1980-1981 |

## Palmarés

### Como jugador
- 4 Ligas húngaras: 1944/45, 1945/46, 1946/47 y 1959/60 (Újpest Dózsa)

### Como entrenador
- 1 Liga húngara: 1962/63 (Győri Vasas ETO)
- 1 Liga polaca: 1970/71 (Górnik Zabrze)
- 1 Copa de Hungría: 1967 (Győri Vasas ETO)
- 1 Copa de Polonia: 1971 (Górnik Zabrze)